# Управитель Сансьо
«Управитель Сансьо» (яп. 山椒大夫, Sanshō Dayū) — японська чорно-біла історична драма (дзідайгекі) 1954 року, поставлена режисером Кендзі Мідзогуті за однойменним оповіданням Оґаї Морі. Фільм брав участь у конкурсній програмі Венеційського міжнародного кінофестивалі (1954) у змаганні за головний приз — «Золотого лева» та отримав «Срібного лева» цього фестивалю.

## Сюжет
Японія, XI століття. Тамакі йде лісом з 13-річним сином Дзусіо, 8-річною донькою Андзу та служницею. За шість років до цього її чоловік, губернатор провінції Пуцу, був відправлений в заслання, коли заступився за селян, від яких вимагали занадто тяжкого оброку. Перш ніж поїхати, він попросив сина назавжди запам'ятати його слова: «Той, хто не знає жалості, не може називатися людиною. Будь стуваорий до себе і м'який до інших. Усі люди рівні, і кожен має право на щастя». Тамакі щість років прожила з батьками, але потім вони померли, і брат прогнав її з будинку. Під час поневірянь з дітьми вона потрапляє до рук торговців рабами, які продають її як куртизанку на далекий острів Садо. Дзусіо й Андзу продані в рабство Сансьо, управителю маєтком міністра юстиції в провінції Танго. Сансьо править безжально і жорстоко. З його рабами поводяться, як з тваринами, а тим, хто намагається тікати — чоловікам і жінкам, молодим і старим, — випалюють на лобі клеймо розпеченим залізом. Тільки Таро, син Сансьо, співчуває дітям і не схвалює батькові методи.
Минає десять років. Дзусіо зробився жорстоким; Андзу залишилася колишньою і докоряє йому в жорстокості. Від нової рабині, яка нещодавно прибула до будинку, вона дізнається, що на острові Садо живе куртизанка на прізвиську Пані, яка постійно співає тужливу пісню, де повторюються імена Дзусіо та Андзу. Дзусіо вирішує втекти разом з сестрою. Та радить йому йти самостійно. Щоб не розговоритися під тортурами, вона топиться після його відходу.
Дзусіо знаходить притулок і укриття в храмі під захистом Таро, що став священиком далеко від батька, потім вирушає в Кіото і просить аудієнції у Першого міністра. Спершу його кидають до в'язницю за зухвалість, але потім врешті-решт проводять в палац. Нещодавно призначений міністр жалкує за несправедливою долею батька Дзусіо, але нічим не може йому допомогти, оскільки він помер торік весною. Він призначає Дзусіо губернатором провінції Танго. Усупереч порадам придворних, Дзусіо своїм указом забороняє рабство. Він заарештовує й відправляє у заслання Сансьо, а рабам його дарує свободу. Від них він дізнається про смерть сестри. Виконавши те, що він сам вважав своїм святим обов'язком, він іде у відставку з губернаторського поста та вирушає на пошуки матері. Він знаходить її на острові Садо в селі, зруйнованому повінню. Вона осліпнула і впізнає сина, лише коли він дає їй до рук статуетку бога Милосердя, залишену на пам'ять батьком. Вона запитує Дзусіо, чи немає взвісток про його батька і сестру. «Залишилися тільки ми удвох», — відповідає він.

## У ролях
| • Кінуйо Танака   | … | Тамакі              |
| • Йосіакі Ханаягі | … | Дзусіо              |
| • Кеко Кагава     | … | Андзу               |
| • Ейтаро Сіндо    | … | Управитель Сансьо   |
| • Ітіро Сугаї     | … | міністр юстиції Ніо |
| • Бонтаро Міяке   | … | Кітідзі             |
| • Йоко Косоно     | … | Кохаґі              |

| • Кікуе Морі     | … | Міко                   |
| • Кен Міцуда     | … | Моросане Фудзівара     |
| • Macao Сімідзу  | … | Масаудзі Тайра, батько |
| • Рьосуке Кагава | … | Рицусі Уммо            |
| • Акітаке Коно   | … | Таро, син Сансьо       |
| • Масахіко Като  | … | Дзусіо в дитинстві     |
| • Кейко Енамі    | … | Андзу в дитинстві      |

## Знімальна група
- Автори сценарію — Йосіката Йода, Яхіро Фудзі за оповіданням Огаї Морі «Управитель Сансьо»
- Режисер-постановник — Кендзі Мідзогуті
- Продюсер — Масаїіті Нагата
- Композитори — Фуміо Хаясака, Кінсіті Кодера, Тамекіті Мотідзукі
- Оператор — Кадзуо Міягава
- Монтаж — Міцудзо Міята
- Художник-постановник — Хісакадзу Цудзі
- Художник по костюмах — Сіма Йосідзане
- Художник-декоратор — Косабуро Накадзима
- Артдиректор — Кісаку Іто

## Визнання
| Нагороди та номінації фільму «Управитель Сансьо» | Нагороди та номінації фільму «Управитель Сансьо» | Нагороди та номінації фільму «Управитель Сансьо» | Нагороди та номінації фільму «Управитель Сансьо» | Нагороди та номінації фільму «Управитель Сансьо» | Нагороди та номінації фільму «Управитель Сансьо» |
| Рік                                              | Кінофестиваль/кінопремія                         | Категорія/нагорода                               | Номінант                                         | Результат                                        |                                                  |
| ------------------------------------------------ | ------------------------------------------------ | ------------------------------------------------ | ------------------------------------------------ | ------------------------------------------------ | ------------------------------------------------ |
| 1954                                             | Венеційський міжнародний кінофестиваль           | Золотий лев                                      | Управитель Сансьо                                | Номінація                                        |                                                  |
| 1954                                             | Венеційський міжнародний кінофестиваль           | Срібний лев                                      | Кендзі Мідзогуті                                 | Перемога                                         |                                                  |

## Оцінка та критика
Французький кінокритика та історик кіно Жак Лурселль називає фільм одним «з головних шедеврів останнього періоду творчості Мідзогуті», який і «за сюжетом і за персонажами […] швидше чоловічий, аніж жіночий, що досить рідкісне явище для режисера». Критик відмічає, що «як і в інших фільмах Мідзогуті силу й універсальність історії надає не лише сценарій і акторська гра, але і краса кожного плану», а останню сцену стрічки Лурселль називає однією «з найпрекрасніших у творчості Мідзогуті, оскільки викликає найсильніші емоції за повної безтурботності стилю, що немов змирився зі всесвітом».